# Guglielmo Raimondo I Moncada
Guglielmo Raimondo di Moncada e Pinós, signore di Agosta (in catalano Guillem Ramon de Montcada i de Pinós; 1279 ca. – 1328), è stato un nobile e militare catalano del XIII e del XIV secolo, capostipite dei Moncada di Sicilia.

## Biografia
Esponente di una dinastia di antico nobile lignaggio, nacque presumibilmente intorno al 1279, da Pietro († 1300), II barone di Aitona e siniscalco di Barcellona, e da Elisenda di Pinós e Canet dei signori di Pinós, di cui era figlio secondogenito. Fu fratello di Elisenda di Moncada, moglie del re Giacomo II di Aragona, e di Pietro di Moncada, vescovo di Siracusa.
Settimo di questo nome dell'antico ramo catalano dei Moncada, e fedele alla Corona d'Aragona, nel 1296 fu inviato a Tunisi per la spedizione aragonese in Africa, e nel 1297 in Calabria, dove assieme ad altri condottieri catalani come Blasco Alagona e Guglielmo Galcerando de Cartellà, fece parte delle forze aragonesi che assediarono Catanzaro, che sconfissero quelle angioine guidate da Ruggiero di Lauria. Nel 1298 giunse in Sicilia, segnata dai disordini provocati dalla rivolta dei Vespri scoppiata nel 1282 contro i dominatori Angioini. Il Moncada, nonostante il rapporto di parentela che lo legava al Re Giacomo II, contrario all'intervento aragonese nell'isola, si schierò dalla parte del fratello di questi Federico III d'Aragona, che invece sostenne i ribelli siciliani nella cacciata degli Angioini: l'Aragona gli affidò il comando delle sue forze a Trapani ed in seguito a Messina, e combatté al suo fianco nella battaglia di Capo d'Orlando contro Giacomo II.
Nel 1301, fu nuovamente a Tunisi dove gli venne affidato il comando delle milizie cristiane del sovrano hafside. Rimosso da Giacomo II, che nominò al suo posto Berengario de Cardona, fece ritorno in Sicilia, dove a seguito della Pace di Caltabellotta del 1302, gli Angioini furono cacciati dall'isola, e vi si stabilì il dominio aragonese. Federico d'Aragona, divenuto Re di Trinacria, come ricompensa per il suo sostegno nelle guerre contro gli Angioini, il 23 febbraio 1303, gli concesse tutti i proventi della Regia Curia provenienti dalla terra e dai tenimenti e pertinenze di Troina, sotto servizio militare, e il 27 aprile 1306, il reddito annuo di 300 onze, comprese le 50 onze godute su Troina, con l'obbligo militare di 15 cavalli armati.
Il Sovrano aragonese gli diede in sposa la nobildonna Lucchina Alagona di Malta, figlia di Guglielmo, alla quale si unì intorno al 1308 e dalla quale ebbe cinque figli. Il matrimonio gli portò in dote le isole di Malta e Gozo, e i casali di Bulfida, Scordia Soprana, Gilermo e Murgo. Malta e Gozo, su richiesta della Corona, furono rese alla Curia e il Moncada il 23 marzo 1319 ottenne in cambio la castellania della terra di Augusta e i redditi di questa terra spettanti alla Curia, il castello e terra di Altavilla, il casale di Melilli e inoltre il reddito di 100 onze annue sui proventi dell'assisa della baiulazione di Caltagirone.
Nel 1324, il Re di Aragona, gli inviò la lettera di perdono per averlo avversato nella Guerra del Vespro in Sicilia, e nello stesso anno, il principe ereditario Alfonso IV di Aragona lo nominò suo procuratore delle sue terre della Xixona nel Regno di Valencia. Nel 1328, il Re lo sostituì nel suo incarico con Guglielmo di Cervellò. Tornato in Sicilia in quello stesso anno, vi morì poco dopo.

### Matrimoni e discendenza
Guglielmo Raimondo di Moncada e Pinós, I signore di Agosta, dal matrimonio con Lucchina Alagona di Malta, ebbe i seguenti figli:
- Guglielmo Raimondo, I conte di Agosta († 1348), che sposò Margherita Sclafani d'Incisa, figlia di Matteo, conte di Adernò, da cui ebbe tre figli;
- Pietro, signore di Bulfida († ante 1355), detto Perricone, sposato con una nobildonna di nome Contessa, di cui è ignoto il casato, da cui ebbe una sola figlia, Luchina, che fu moglie di Manfredi Alagona, barone di Vizzini;
- Simone, signore di Bivona († ante 1345), che sposò la figlia di Ugone Talach, di cui è ignoto il nome, e da cui ebbe una figlia, Elisenda, che fu moglie di Enrico Chiaramonte Palizzi dei Conti di Modica;
- Margherita;
- Clara, moglie di Ferrarone d'Abela, barone di San Filippo d'Agira.[9]